# Surzur
Surzur (en bretó Surzhur) és un municipi francès, situat a la regió de Bretanya, al departament d'Ar Mor-Bihan. L'any 2006 tenia 3.171 habitants. A l'inici del curs 2010 el 12,3% dels alumnes del municipi eren matriculats a la primària bilingüe.

## Geografia
El municipi està situat entre:
- La península de Rhuys al sud-oest amb Sarzeau;
- El riu Pénerf al sud, amb Le Tour-du-Parc (sud-oest), Damgan (Sud-est), d'Ambon (Est);
- El golf de Morbihan a l'est amb Saint-Armel, Le Hézo, Noyalo i Theix;
- Al nord amb La Trinité-Surzur i Lauzach.

## Demografia
| 1962                                       | 1968  | 1975  | 1982  | 1990  | 1999  |
| ------------------------------------------ | ----- | ----- | ----- | ----- | ----- |
| 1.492                                      | 1.461 | 1.452 | 1.658 | 2.081 | 2.434 |
| Des de 1962: població sense dobles comptes |       |       |       |       |       |

## Administració
| Període | Identitat      | Partit        |
| ------- | -------------- | ------------- |
| 2001-   | Marcel Le Nevé | Divers gauche |